# إيوانيس كيراستاس
إيوانيس كيراستاس (باليونانية:Γιάννης Κυράστας)، من مواليد 25 أكتوبر 1952، وتوفي في 1 ابريل 2004، لاعب كرة قدم يوناني سابق، ومدرب كرة قدم يوناني سابق.
لعب مع منتخب اليونان لكرة القدم.

## وصلات خارجية
- إيوانيس كيراستاس على موقع الاتحاد الدولي (مؤرشف)  (الإنجليزية)
- إيوانيس كيراستاس على موقع قاعدة بيانات كرة القدم.إي يو (الإنجليزية)
- إيوانيس كيراستاس على موقع ناشيونال فوتبول تيمز (الإنجليزية)